# Антипенко Марія Родіонівна
Марія Родіонівна Антипенко (нар. 20 червня 1940, село Скопці, тепер село Веселинівка Баришівської селищної громади Броварського району Київської області) — українська радянська діячка, голова виконкому Волошинівської сільської ради Баришівського району Київської області. Депутат Верховної Ради УРСР 11-го скликання.

## Біографія
У 1961—1967 роках — помічник бригадира, бригадир рільничої бригади радгоспу «Червона зірка» Баришівського району Київської області.
Член КПРС з 1965 року.
У 1967—1976 роках — керівник відділку, голова робітничого комітету радгоспу «Червона зірка» Баришівського району Київської області.
З 1976 до 1988 року — голова виконавчого комітету Волошинівської сільської ради народних депутатів Баришівського району Київської області.
У 1982 році закінчила Українську сільськогосподарську академію.
У 1988—1992 роках — директор радгоспу «Червона зірка» Баришівського району Київської області.
У 1992—1996 роках — голова районної комісії з питань поновлення прав реабілітованих, завідувач відділу секретаріату Баришівської районної державної адміністрації Київської області.
Потім — на пенсії в селі Селичівка Баришівського району Київської області.

## Нагороди
- орден «Знак Пошани» (1986)
- медалі